# 2020 BA95
2020 BA95 est un objet épars découvert en 2020. 